# Jud I
Jud I is een bestuurslaag in het regentschap Musi Banyuasin van de provincie Zuid-Sumatra, Indonesië. Jud I telt 284 inwoners (volkstelling 2010).